# 米卡埃尔·格兰隆德
米卡埃尔·格兰隆德（瑞典語：Mikael Granlund，1992年2月26日—），芬兰男子冰球运动员，场上位置是前锋。他曾代表芬兰国家队参加2014年冬季奥林匹克运动会冰球比赛，获得一枚铜牌。